# Гергіна
Гергіна (рум. Gherghina) — село у повіті Констанца в Румунії. Входить до складу комуни Мірча-Воде.
Село розташоване на відстані 166 км на схід від Бухареста, 39 км на північний захід від Констанци, 123 км на південь від Галаца.

## Населення
За даними перепису населення 2002 року у селі проживали 28 осіб.
Національний склад населення села:
| Національність | Кількість осіб | Відсоток |
| -------------- | -------------- | -------- |
| румуни         | 15             | 53,6%    |
| татари         | 13             | 46,4%    |

Рідною мовою назвали:
| Мова      | Кількість осіб | Відсоток |
| --------- | -------------- | -------- |
| румунська | 15             | 53,6%    |
| татарська | 13             | 46,4%    |